# Joeropsis gertrudae
Joeropsis gertrudae är en kräftdjursart som beskrevs av Mueller1989. Joeropsis gertrudae ingår i släktet Joeropsis och familjen Joeropsididae. Inga underarter finns listade i Catalogue of Life.